# 北京交通大学法学院
北京交通大学法学院，为北京交通大学的一个学院。
法律系成立于1995年。1998年，法律系又并入新成立的人文社会科学学院。2011年，北京交通大学决定以法律系为基础成立法学院。

## 下设机构
- 理论法学系
- 公法学系
- 民商经济法学系
- 国际法学系
- 保密法研究所
- 交通运输法研究所
- 科技法研究所
- 比较法与法律文化研究所
- 经济与劳动法研究中心
- 司法裁判研究中心